# Klingenhain
Klingenhain ist ein Ortsteil der Gemeinde Cavertitz im Landkreis Nordsachsen in Sachsen.

## Geografie und Verkehrsanbindung
Der Ort liegt östlich des Kernortes Cavertitz an der Dahle, einem Nebenfluss der Elbe, und an der Kreisstraße K 8924. Westlich des Ortes verläuft die S 27 und nördlich die K 8922.

## Kulturdenkmale
In der Liste der Kulturdenkmale in Cavertitz sind für Klingenhain acht Kulturdenkmale aufgeführt.

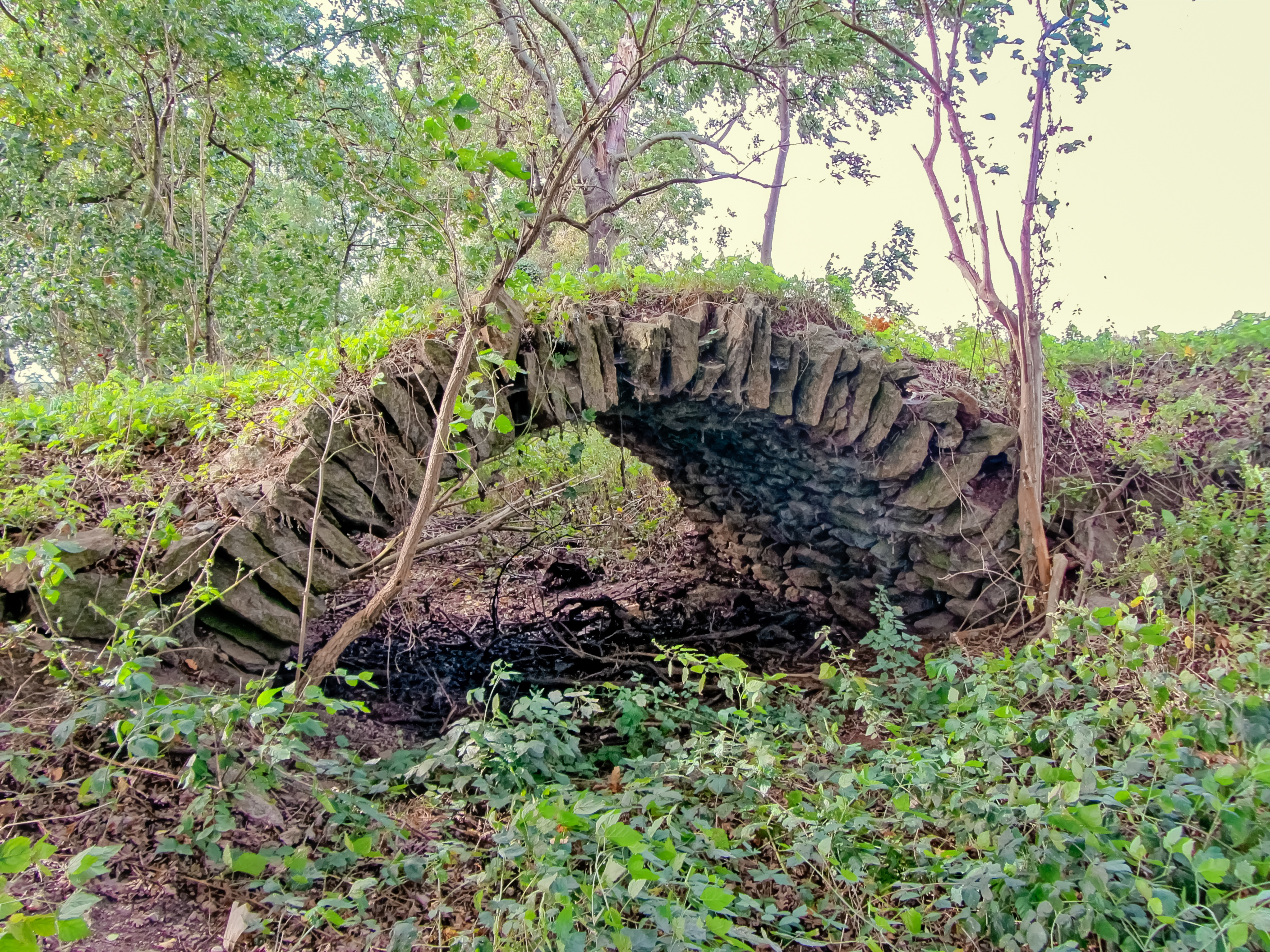
Alte Steinbrücke über den ehemaligen Mühlgraben
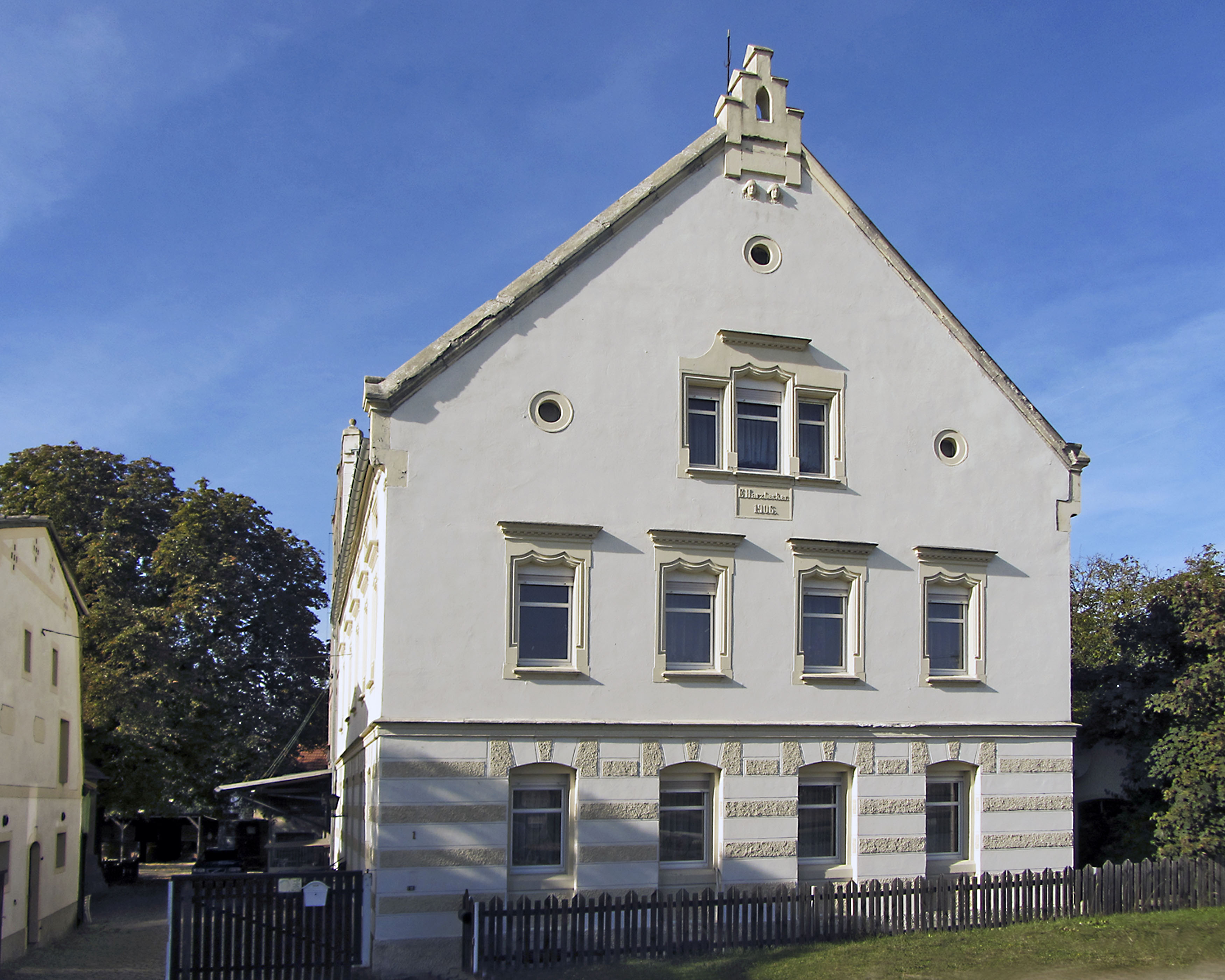
Untermühle (Harzbeckermühle)
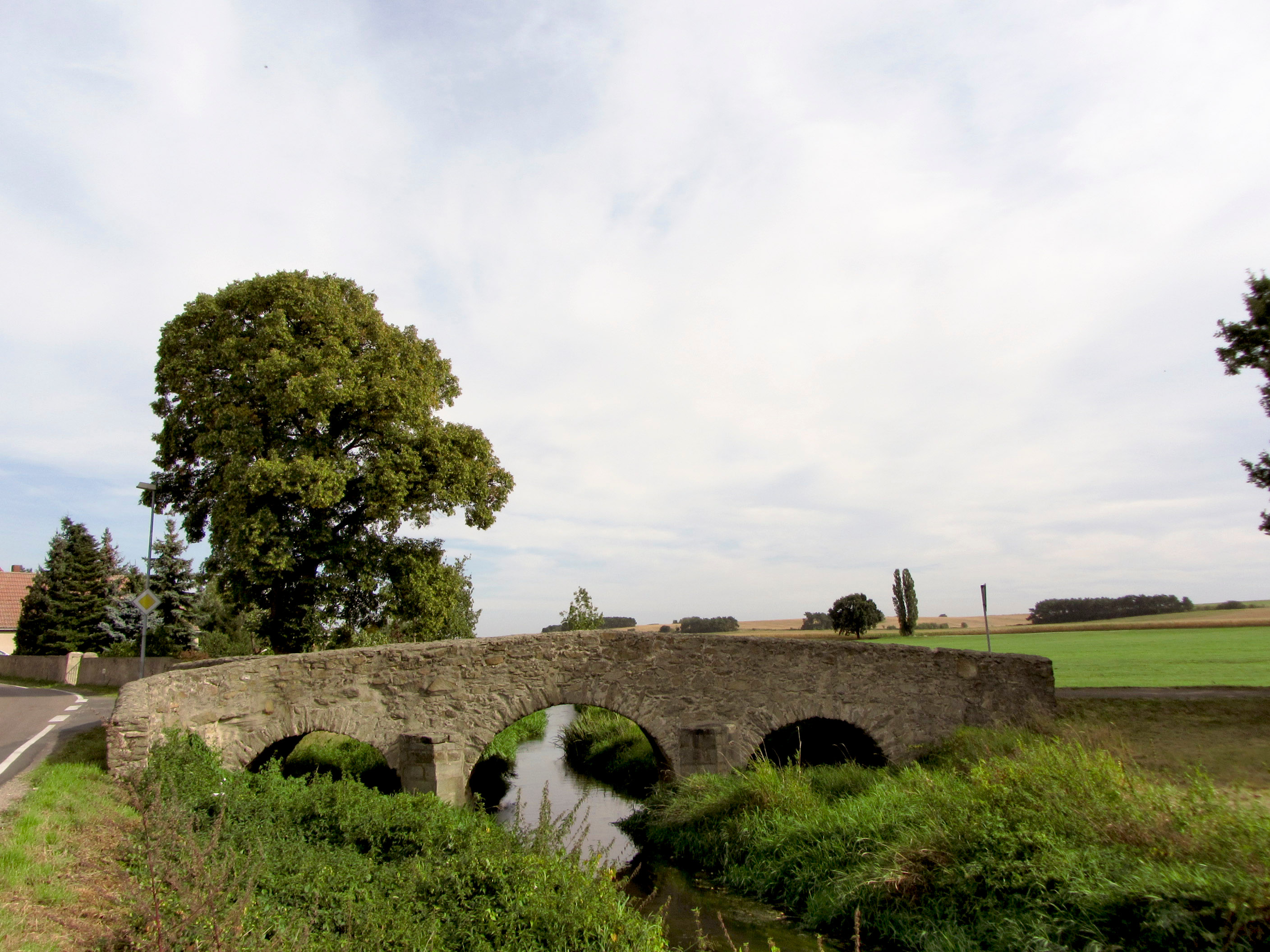
Dreibogenbrücke über die Dahle gebaut aus Felssteinen um 1845
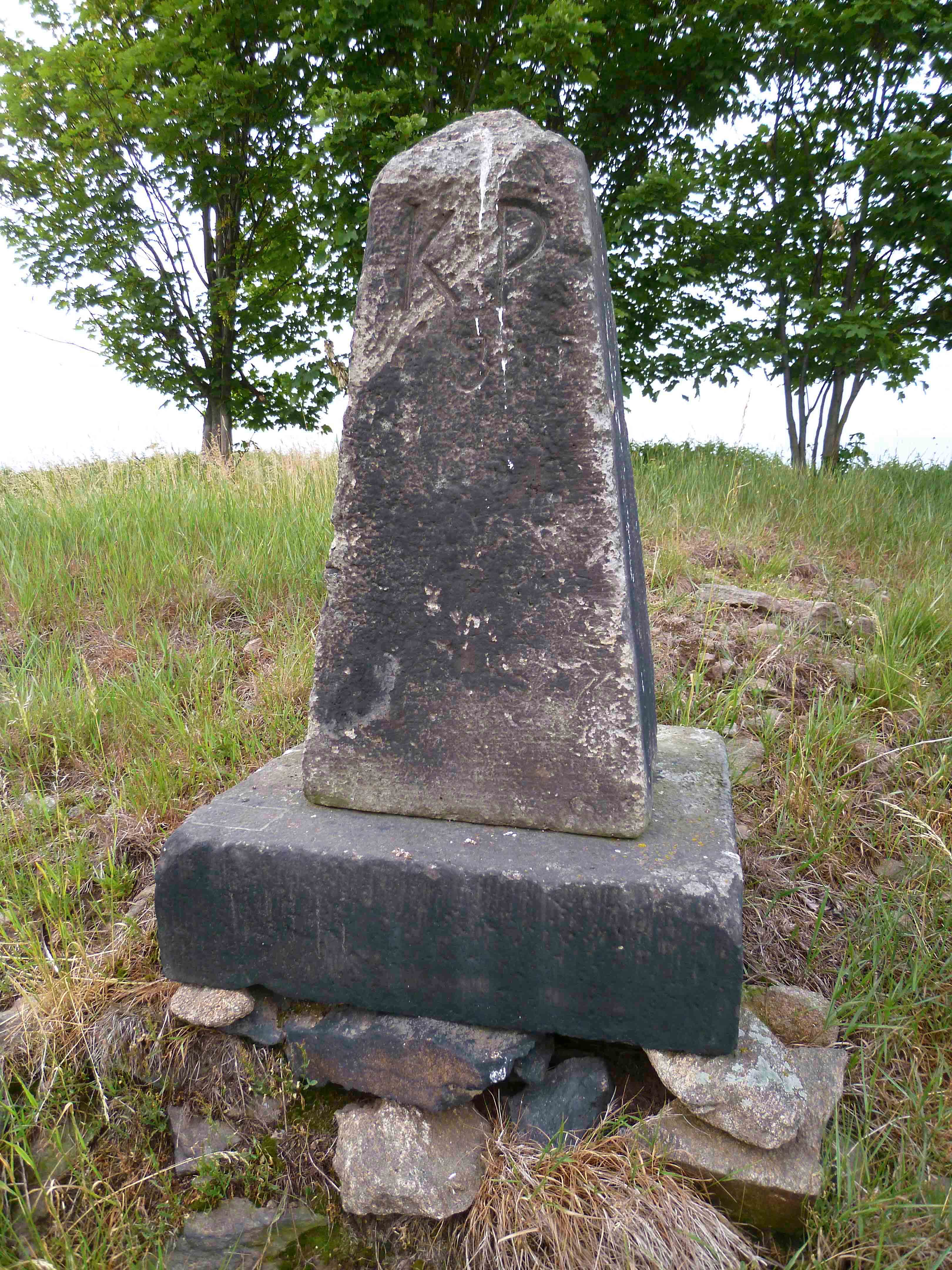
Grenzstein Nr. 3 Historische Landesgrenze Königreich Sachsen Königreich Preußen 1815